# Coupe du Kenya féminine de football
La coupe du Kenya féminine de football, officiellement nommée FKF Women's Cup, est une tournoi de football au Kenya, faisant s'affronter les meilleurs clubs féminins du pays.

## Palmarès
| Édition | Vainqueur       | Score          | Finaliste          |
| ------- | --------------- | -------------- | ------------------ |
| 2021    | Ulinzi Starlets | 2-1            | Vihiga Queens      |
| 2022    | Tournoi annulé  | Tournoi annulé | Tournoi annulé     |
| 2023    | Ulinzi Starlets | 3-1            | Nakuru City Queens |
| 2024    | Ulinzi Starlets | 2-1            | Kibera Soccer      |
| 2025    | Kibera Soccer   | 1-0            | Vihiga Queens      |

| Club               | Titres | Finales |
| ------------------ | ------ | ------- |
| Ulinzi Starlets    | 3      | 0       |
| Kibera Soccer      | 1      | 1       |
| Vihiga Queens      | 0      | 2       |
| Nakuru City Queens | 0      | 1       |